# Filmweb
Filmweb er en norsk internetportal dedikeret til film. Portalen præsenterer film, som går i norske biografer, med omtale, billeder og trailere, og man kan også bestille og købe biografbilletter på netsiden. Sidens administrerende direktør er Harald Løbak Sæther.